# Тунуда
Тунуда — река на северо-западе России, правый приток Илексы (впадает в озеро Тун, через которое протекает Илекса). Протекает по Онежскому району Архангельской области, по территории Водлозерского национального парка.
Длина реки составляет 33 км, площадь водосборного бассейна — 225 км². Протекает по заболоченной местности вдали от населённых пунктов.
Тунуда имеет правый приток Сенегручей, вытекающий из Сенегозера.

## Данные водного реестра
По данным государственного водного реестра России относится к Балтийскому бассейновому округу, водохозяйственный участок реки — Водла, оз. Водлозеро, речной подбассейн реки — Свирь (включая реки бассейна Онежского озера). Относится к речному бассейну реки Нева (включая бассейны рек Онежского и Ладожского озера).
Код объекта в государственном водном реестре — 01040100312102000016419.